# Bibliotek och bokhandel i Umeå
Bibliotek och bokhandel i Umeå är för bibliotek väl representerade med Umeå universitetsbibliotek (UB) och Umeå stadsbibliotek, som med sina 757 932 besök (2013) var det tredje mest besökta i landet efter stadsbiblioteken i Stockholm och Uppsala. Stadsbiblioteket är också navet i  Umeåregionens samarbetsorganisation Mina bibliotek, som inkluderar bokbussen och sammanlagt 23 bibliotek i Umeå kommun samt Bjurholms, Nordmalings, Robertsfors, Vindelns och Vännäs kommuner.
Som på många andra håll har den fysiska bokhandeln bantats på senare år. Akademibokhandeln på campus är sedan länge nedlagd och vid årsskiftet 2021/2022 lade även verksamheten i centrala MVG-gallerien ned; kvar finns en butik i gallerian Avion Shopping. I centrala Umeå återstår Åkerbloms universitetsbokhandel, men här finns också Bokcafé Pilgatan (antikvariat och bokhandel), Antikvariat Bothnia och H:ström – Text & Kultur (bokförlag, bokhandel och antikvariat).
Vid Umeå universitet bedrivs forskning och utbildning i biblioteks- och informationsvetenskap.

## Historia

### Tidiga boklådor
1840 fick Pehr Lundberg som första boktryckare i Umeå tryckrättigheter, och startade året därpå Umeå första tidning, Wester- och Norrbottens Läns Tidning. Tryckeriet brann ned vid stadsbranden 1888. År 1843 öppnade länets första kommissionsbokhandel, som 1885 övertogs av Johan Åkerblom. Åkerbloms Bok, Musik och Pappershandel huserade till en början i ett gårdshus på Brogatan, men fick redan 1892 bättre lokaler vid Storgatan, mitt emot Westerbottens enskilda banks lokaler i den så kallade "Smörasken", innan bokhandeln 1902 flyttade till sin nuvarande plats vid Rådhuset.
År 1897 väcktes frågan i stadsfullmäktige om ett kommunalt bibliotek av smeden och baptisten Johan Nyqvist, vars församling redan på1880-talet inrättat ett mindre lånebibliotek, men fullmäktige var i flera år avogt inställda till att använda kommunala medel till "nöjen". 

### Minerva
Sedan stadsfullmäktige efter flera avvisade förslag slutligen år 1903 beviljade anslag till ett bibliotek tog regementsintendenten Max Schürer von Waldheim initiativ till den opolitiska folkbildningsföreningen Minerva, för att befordra öppen föreläsningsverksamhet och bokutlåning. Vid invigningen i september 1903 fanns ett litet antal böcker, främst skönlitteratur, som skänkts av skomakaren P. J. Sjöberg, som också anställts som förste bibliotekarie. Fler böcker köptes in från antikvariat i Stockholm, och vid årsskiftet fanns 112  band. Två år senare inrättade föreningen ett bokskåp i Rådhuset. 1926 flyttade Minerva sina då drygt 2 000 böcker till folkskollärarinneseminariets lokaler på Storgatan 39 (nuvarande Hovrätten). 1936 övertog Umeå stad Minervas boksamling på numera cirka 5 000 böcker och flyttade samlingen till den så kallade Smörasken på Storgatan 34, något som lade grunden till Umeå stadsbibliotek, som 1946 utsågs till centralbibliotek för Västerbottens län.

### Vetenskapliga biblioteket

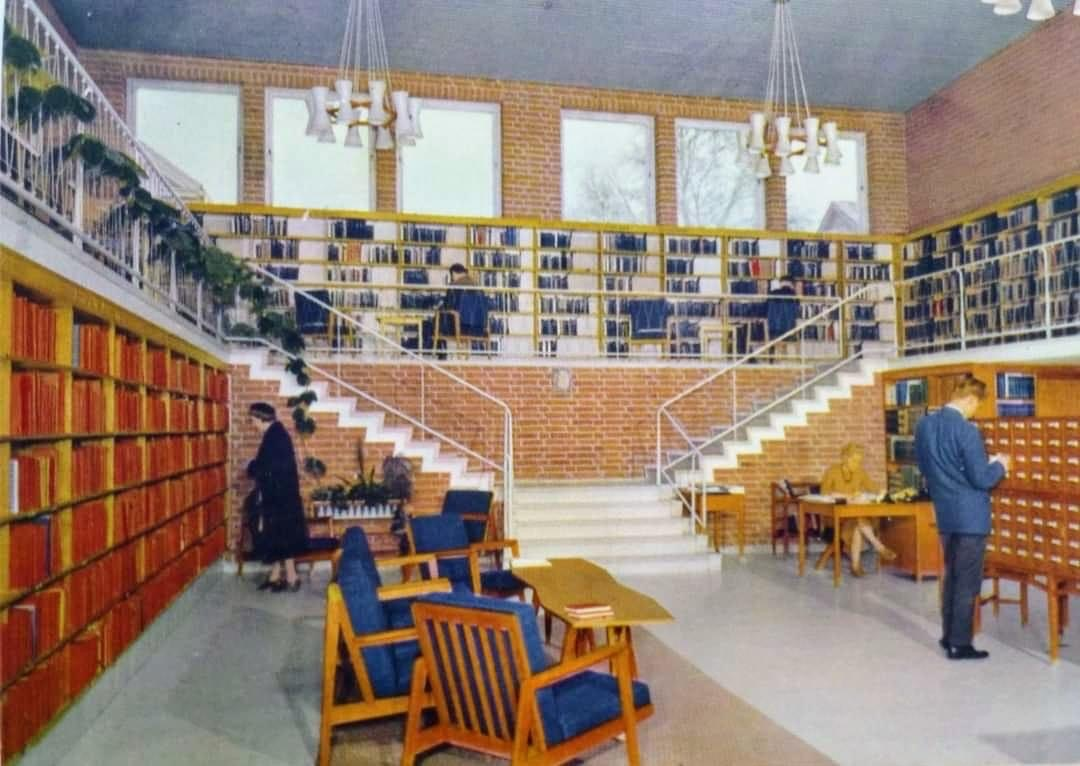
Läsrummet på Umeå Stadsbibliotek, på Kungsgatan i Umeå.

År 1949 instiftades Stiftelsen Vetenskapliga biblioteket  som organisatoriskt knöts till stadsbiblioteket. Målsättningen var att skapa ett bibliotek för de högre utbildningar som man hoppades kunna få förlagda till Umeå. Med hjälp av anslag från grannkommunerna, donationer från bland annat Kempestiftelserna, samt gåvor och köp kunde man förvärva stora och värdefulla boksamlingar. Från 1951 erhöll Umeå stadsbibliotek det så kallade "femte exemplaret" av allt svenskt tryck; en roll som varit vakant sedan Göteborgs stadsbibliotek i och med 1950 års nya Tryckfrihetsförordning börjat erhålla så kallade "granskningsexemplar". Året därpå beslöts – efter många års diskussion – att bygga ett nytt stadsbibliotek i Umeå.
År 1953 omfattade stadsbibliotekets bokbestånd totalt närmare 75 000 band.1954 invigdes de nya bibliotekslokalerna på Kungsgatan 80, ritade av arkitekt Kjell Wretling. Vid det laget omfattade det vetenskapliga biblioteket redan cirka 20 000 band.

### UB – Umeå universitetsbibliotek

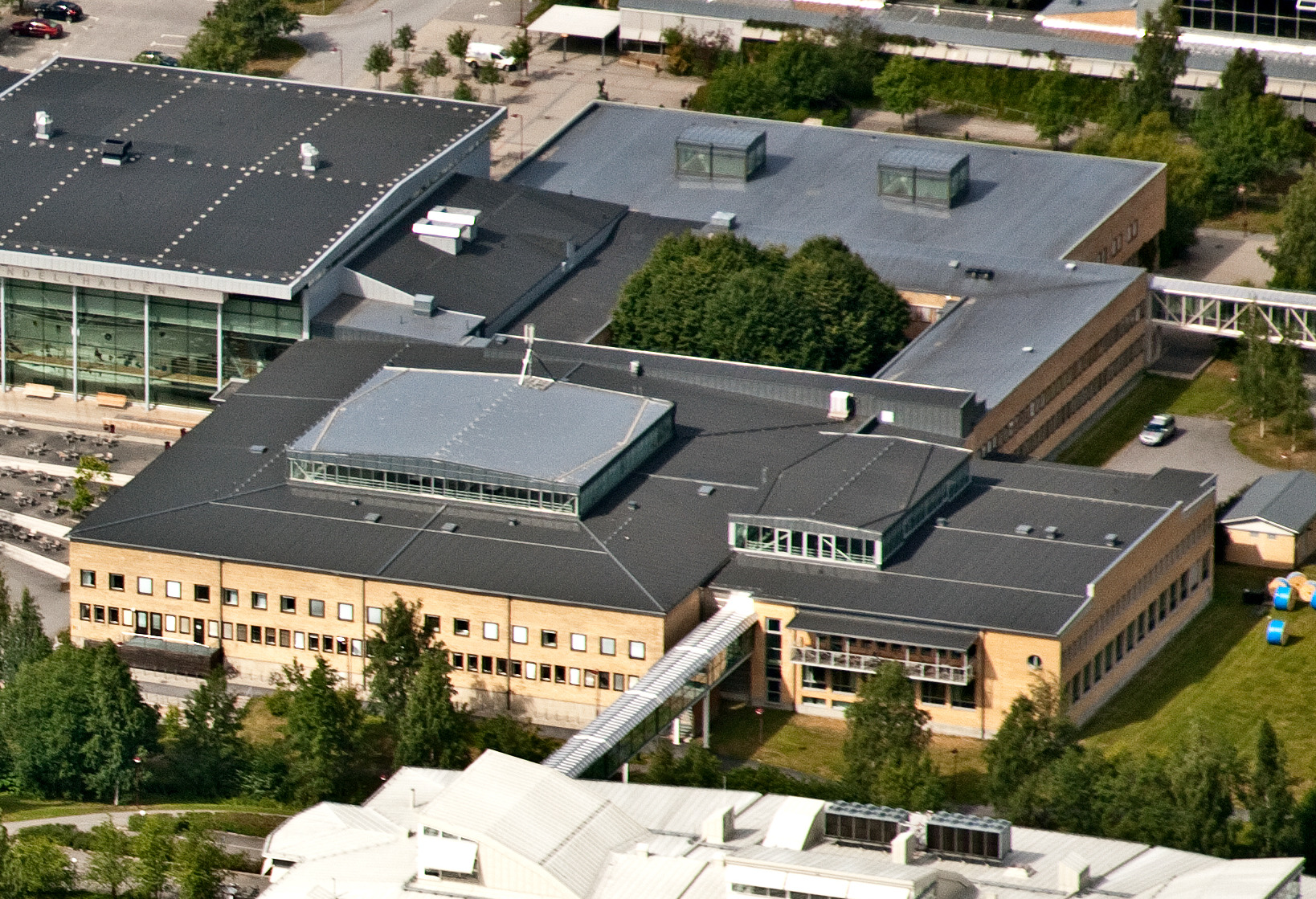
Flygbild över Umeå universitetsbibliotek.

I och med inrättandet av en Medicinsk högskola 1958 kunde Umeå universitetsbibliotek (UB) mjukstarta. År 1964 utökades uppdraget till att även omfatta Tandläkarhögskolan och vissa ämnen vid de filosofiska fakulteterna, och 1967/1968 flyttade verksamheten till en ny byggnad mitt på Umeå universitets campus. Från år 1979 får UB ta emot ett pliktexemplar av allt svenskt tryck.

### Alltmer centralt stadsbibliotek
1985 flyttade Stadsbiblioteket till centralt belägna lokaler i kvarteret Idun, intill Umeå Folkets hus vid Vasaplan, där både besök och utlåning ökade. Med sina 757 932 besök (2013) var Umeå stadsbibliotek det tredje mest besökta i landet (efter stadsbiblioteken i Stockholm och Uppsala). Totalt sett hade Umeåregionens folkbibliotek 2013 närmare 1,4 miljoner besök. Efter en tämligen intensiv debatt var det 2014 åter dags att flytta stadsbiblioteket, denna gång till det nybyggda kulturhuset Väven, på Storgatan.

### Bokförlag
År 2000 grundades H:ström – Text & Kultur med fokus på utgivning av klassiker, av bland andra William Blake och Henry David Thoreau. Förlaget har också gett ut böcker av debattörerna Bo I. Cavefors och Vladimir Oravsky. Andra bokförlag i Umeå är Atrium förlag och Boreá bokförlag.